# Gran Premio de los Países Bajos de Motociclismo de 1972
El Gran Premio de los Países Bajos de Motociclismo de 1972 fue la séptima prueba de la temporada 1972 del Campeonato Mundial de Motociclismo. El Gran Premio se disputó el 23 de junio de 1973 en el Circuito de Assen.

## Resultados 500cc
Nuevo recital de MV Agusta y del gran campeón italiano Giacomo Agostini. Él junto a su compañero Alberto Pagani fueron primero y segundo respectivamente aunque Ago le sacó casi dos minutos a su compañero. En la clasificación general, Ago ya tiene 27 puntos de ventaja sobre Pagani.
| Pos.    | Piloto              | Equipo      | Tiempo       | Pts. |
| ------- | ------------------- | ----------- | ------------ | ---- |
| 1       | Giacomo Agostini    | MV Agusta   | 1h 03' 33" 3 | 15   |
| 2       | Alberto Pagani      | MV Agusta   | +1' 57" 6    | 12   |
| 3       | Bruno Kneubühler    | Yamaha      | +2' 07" 5    | 10   |
| 4       | Dave Simmonds       | Kawasaki    |              | 8    |
| 5       | Chas Mortimer       | Yamaha      |              | 6    |
| 6       | Jack Findlay        | JADA-Suzuki |              | 5    |
| 7       | Jerry Lancaster     | Yamaha      |              | 4    |
| 8       | Paul Eickelberg     | König       |              | 3    |
| 9       | Billie Nelson       | Yamaha      |              | 2    |
| 10      | Guido Mandracci     | Suzuki      | +1 Vuelta    | 1    |
| 11      | Lothar John         | Yamaha      | +1 Vuelta    |      |
| 12      | Kim Newcombe        | König       | +1 Vuelta    |      |
| 13      | Kurt-Ivan Carlsson  | Kawasaki    | +1 Vuelta    |      |
| 14      | Ernst Hiller        | Kawasaki    | +1 Vuelta    |      |
| 15      | Willi Bertsch       | Kawasaki    | +2 Vueltas   |      |
| 16      | Godfrey Nash        | Honda       | +4 Vueltas   |      |
| Ret     | Bosse Granath       | Husqvarna   | Ret          |      |
| Ret     | Kurt-Harald Florin  | König       | Ret          |      |
| Ret     | Steve Ellis         | Yamaha      | Ret          |      |
| Ret     | Kai Kuparinen       | Kawasaki    | Ret          |      |
| Ret     | Keith Turner        | Suzuki      | Ret          |      |
| Ret     | John Dodds          | König       | Ret          |      |
| Ret     | Wil Hartog          | Yamaha      | Ret          |      |
| Ret     | Piet van der Wal    | Kawasaki    | Ret          |      |
| Ret     | Christian Bourgeois | Yamaha      | Ret          |      |
| Ret     | Gyula Marsovszky    | LinTo       | Ret          |      |
| Ret     | Ron Chandler        | Kawasaki    | Ret          |      |
| Ret     | Eric Offenstadt     | Yamaha      | Ret          |      |
| Fuente: |                     |             |              |      |

## Resultados 350cc
Tercera victoria de la temporada para el italiano Giacomo Agostini, que le ganó la partida al finlandés Jarno Saarinen. Con este triunfo, Agostini ya aventaja en veinte puntos al finés en la clasificación general.
| Pos. | Piloto              | Moto      | Tiempo       | Pts. |
| ---- | ------------------- | --------- | ------------ | ---- |
| 1    | Giacomo Agostini    | MV Agusta | 1h 03' 02" 9 | 15   |
| 2    | Jarno Saarinen      | Yamaha    | +21" 8       | 12   |
| 3    | Renzo Pasolini      | Aermacchi | +32" 5       | 10   |
| 4    | Dieter Braun        | Yamaha    |              | 8    |
| 5    | Phil Read           | MV Agusta |              | 6    |
| 6    | Hideo Kanaya        | Yamaha    |              | 5    |
| 7    | Jack Findlay        | Yamaha    |              | 4    |
| 8    | Teuvo Länsivuori    | Yamaha    |              | 3    |
| 9    | Bruno Kneubühler    | Yamaha    | +1 Vuelta    | 2    |
| 10   | Christian Bourgeois | Yamaha    | +1 Vuelta    | 1    |
| 11   | Ron Chandler        | Yamaha    | +1 Vuelta    |      |
| 12   | Billie Nelson       | Yamaha    | +1 Vuelta    |      |
| 13   | Bosse Granath       | Yamaha    | +1 Vuelta    |      |
| 14   | Kurt-Ivan Carlsson  | Yamaha    | +1 Vuelta    |      |
| 15   | Nico van der Zanden | Yamaha    | +1 Vuelta    |      |

## Resultados 250cc
En el cuarto de litro, primera victoria de la temporada para el británico Rodney Gould, que el permite alzarse al frente de la clasificación general. Segundo y tercero llegaron sus predecesores en la generalː Renzo Pasolini y Jarno Saarinen.
| Pos. | Piloto            | Moto      | Tiempo    | Pts. |
| ---- | ----------------- | --------- | --------- | ---- |
| 1    | Rodney Gould      | Yamaha    | 54' 07" 4 | 15   |
| 2    | Renzo Pasolini    | Aermacchi | +6" 5     | 12   |
| 3    | Jarno Saarinen    | Yamaha    | +25"      | 10   |
| 4    | Phil Read         | Yamaha    |           | 8    |
| 5    | Guido Mandracci   | Yamaha    |           | 6    |
| 6    | Oronzo Memola     | Yamaha    |           | 5    |
| 7    | Silvio Grassetti  | MZ        |           | 4    |
| 8    | Teuvo Länsivuori  | Yamaha    |           | 3    |
| 9    | Tony Rutter       | Yamaha    |           | 2    |
| 10   | Hideo Kanaya      | Yamaha    |           | 1    |
| 11   | Derek Chatterton  | Yamaha    |           |      |
| 12   | Marcel Ankoné     | Yamsel    | +1 Vuelta |      |
| 13   | Börje Jansson     | Yamaha    | +1 Vuelta |      |
| 14   | Wil Hartog        | Yamaha    | +1 Vuelta |      |
| 15   | Jerry Lancaster   | Yamsel    | +1 Vuelta |      |
| 16   | Barry Randle      | Yamaha    | +1 Vuelta |      |
| 17   | Seppo Kangasniemi | Yamaha    | +1 Vuelta |      |

## Resultados 125cc
En 125cc, la victoria fue para el español Ángel Nieto que redondea un fin de semana perfecto con las dos victorias en las cilindradas pequeñas. El zamorano tan solo estuvo cuatro vueltas sin encabezar la carrera. Pero sus rivales más directos, el sueco Kent Andersson y el británico Chas Mortimer tuviweron que abandonar y dejó el camino limpio para su triunfo. En la general, Mortimer sigue liderando la clasificación con once puntos sobre Gilberto Parloti pero Nieto da un salto hasta la cuarta posición, a 17 puntos del inglés.
| Pos. | Piloto            | Moto        | Tiempo    | Pts. |
| ---- | ----------------- | ----------- | --------- | ---- |
| 1    | Ángel Nieto       | Derbi       | 48' 06" 1 | 15   |
| 2    | Börje Jansson     | Maico       | +20" 2    | 12   |
| 3    | Dave Simmonds     | Kawasaki    | +20" 5    | 10   |
| 4    | Jos Schurgers     | Bridgestone |           | 8    |
| 5    | Cees van Dongen   | Yamaha      |           | 6    |
| 6    | Günter Fischer    | Maico       |           | 5    |
| 7    | Steve Machin      | Yamaha      |           | 4    |
| 8    | Lothar John       | Yamaha      |           | 3    |
| 9    | Bert Nijland      | Maico       | +1 Vuelta | 2    |
| 10   | Rolf Minhoff      | Maico       | +1 Vuelta | 1    |
| 11   | Jan Zoombelt      | Maico       | +1 Vuelta |      |
| 12   | László Szabó      | MZ          | +1 Vuelta |      |
| 13   | Seppo Kangasniemi | Maico       | +1 Vuelta |      |
| Ret  | Chas Mortimer     | Yamaha      | Ret       |      |
| Ret  | Kent Andersson    | Yamaha      | Ret       |      |

## Resultados 50cc

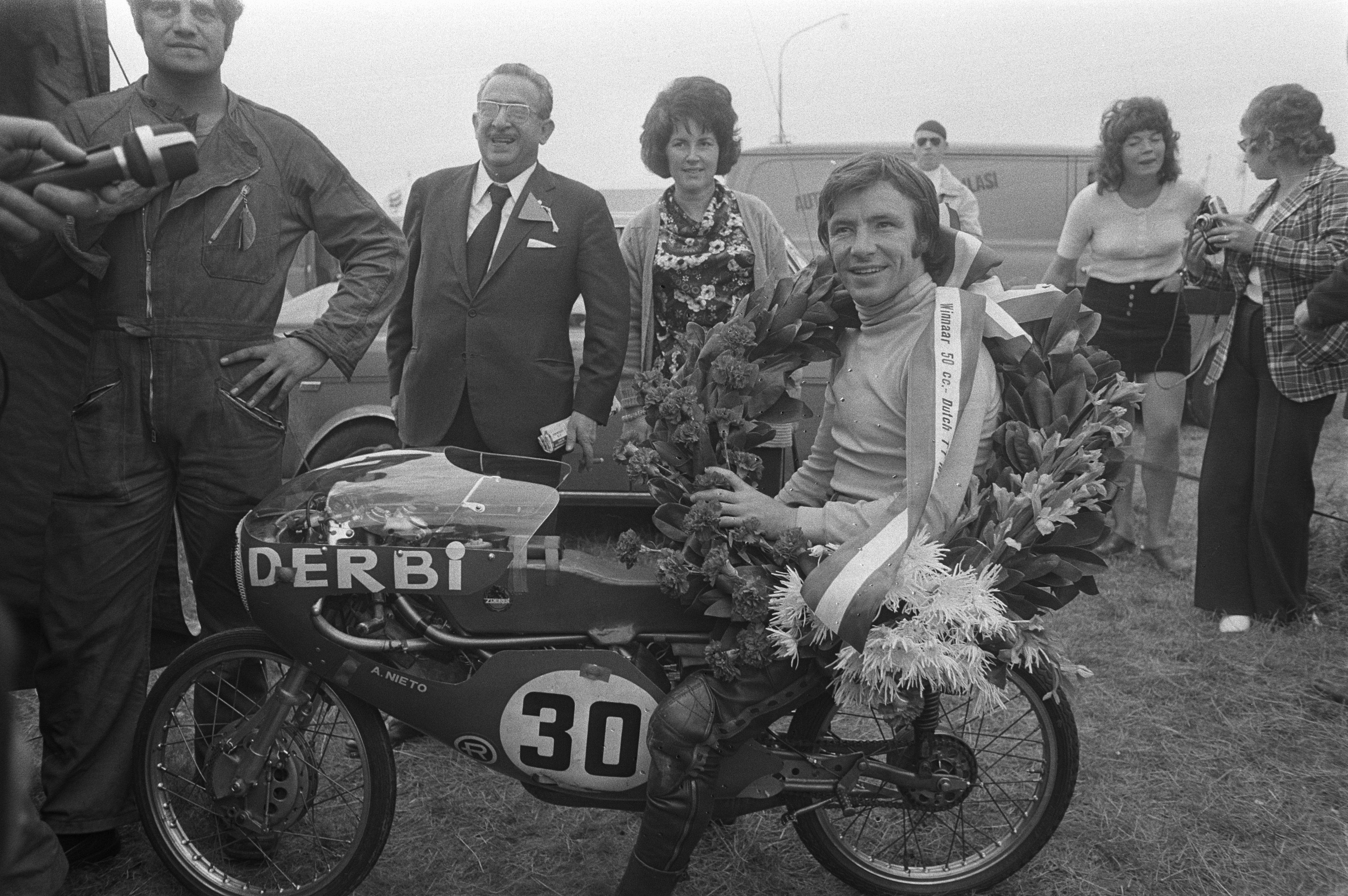
Ángel Nieto en el podio

Victoria más apretada en esta ocasión de Ángel Nieto sobre el holandés Jan de Vries, que competía en casa. El neerlandés dio batalla y tan solo cedió por tan solo dos décimas. En la general, Nieto encabeza la general con nueve puntos sobre de Vries.
| Pos. | Piloto             | Moto     | Tiempo    | Pts. |
| ---- | ------------------ | -------- | --------- | ---- |
| 1    | Ángel Nieto        | Derbi    | 29' 23" 5 | 15   |
| 2    | Jan de Vries       | Kreidler | +0" 3     | 12   |
| 3    | Harald Bartol      | Kreidler | +1' 54" 4 | 10   |
| 4    | Theo Timmer        | Jamathi  |           | 8    |
| 5    | Gerhard Thurow     | Kreidler |           | 6    |
| 6    | Jan Huberts        | Kreidler |           | 5    |
| 7    | Hans-Jürgen Hummel | Kreidler |           | 4    |
| 8    | Aalt Toersen       | Derbi    |           | 3    |
| 9    | Ton Daleman        | Roton    |           | 2    |
| 10   | Rudolf Kunz        | Kreidler |           | 1    |
| 11   | Cees van Dongen    | Kreidler |           |      |
| 12   | Ulrich Graf        | Kreidler |           |      |
| 13   | Rolf Minhoff       | Maico    |           |      |
| 14   | Lars Persson       | Monark   |           |      |
| 15   | Ryszard Mankiewicz | Kreidler | +1 Vuelta |      |
| 16   | Siegfried Lohmann  | Kreidler | +1 Vuelta |      |
| 17   | Walter Däuwel      | Kreidler | +1 Vuelta |      |
| 18   | Wolfgang Golembeck | Kreidler | +1 Vuelta |      |
| 19   | Manfred Kugler     | Kreidler | +1 Vuelta |      |
| Ret  | Otello Buscherini  | Derbi    | Ret       |      |